# Кёрбер, Оскар Карл
Оскар Карл фон Кёрбер (Оскар Бернгардович Кербер; нем. Oskar Carl v. Körber; 27 января 1874, Кронштадт — 26 марта 1946, Луккау) — историк, генеалог, один из ведущих исследователей немецко-балтийских родов Ингрии и стран Балтии, автор многочисленных трудов по генеалогии, преимущественно опубликованных в Финляндии и Швеции. Сын доктора медицины, профессора Дерптского университета Бернгарда Августовича Кербера, внук пастора Людвига Августа Кёрбера и художника Августа Маттиаса Хагена; брат вице-адмирала Императорского флота Людвига Бернгардовича Кербера.

## Биография
Родился в Кронштадте, где в те годы его отец служил врачом Морского госпиталя. В возрасте пяти лет в связи с избранием отца профессором Дерптского университета, переехал в Дерпт, где в 1881—1883 годах учился в начальной гимназии Блюмберга. В 1884 году для продолжения образования вернулся в Кронштадт в семью брата отца, преподавателя немецкого языка местной гимназии — Эдуарда Виктора Кёрбера. В 1891 году, успешно окончив Кронштадтскую гимназию, Оскар до 1894 года в Лифляндии на практике изучал организацию сельского хозяйства под руководством Бернгарда фон Гена, затем, в качестве свободного слушателя в течение года (с сентября 1895 по апрель 1896 года) занимался на физико-математическом факультете Дерптского университета.
В 1896 году для продолжения образования Кёрбер отправился в Восточную Пруссию, в сельскохозяйственный центр в Тапиау (ныне Гвардейск), однако, получив вскоре выгодное предложения от своего дяди Иммануила Кербера, в июле 1896 года переехал во Владимир, где стал управляющим его имением «Черновское».
В мае 1899 года Кёрбер возвратился в Юрьев (б. Дерпт) где вновь вольным слушателем продолжил обучение в университете, но в январе 1901 года получил предложение от барона Льва Константиновича (Леопольда Пауля Михаэля Александра) фон Корфа стать управляющим в его имении «Раскулицы» под Петербургом.
С 1908 по апрель 1911 года уже под Москвой Кёрбер управлял имением «Осташёво» Великого князя Константина Константиновича, который в молодости гардемарином плавал на тех же кораблях, на которых судовым врачом служил отец Оскара.
В 1911 году, оставив «Осташёво» Кёрбер перебрался в Петербург, где первое время перебивался случайными заработками. Незадолго до начала Первой мировой войны, с января 1914 года по протекции старшего брата в Кронштадте работал чертежником в российско-голландской фирме «Bagger Gesellschaft», занимавшейся строительством землечерпалок для углубления фарватеров.
В мае 1915 года, в силу интриги, связанной со смертью командующего Балтийским флотом адмирала Н. О. Эссена, и направленной против начальника его штабом вице-адмирала Л. Б. Кербера, Оскар Кёрбер был обвинён главным командиром Кронштадтского порта, адмиралом Р. Н. Виреном в шпионаже в пользу Германии. Обвинение было ничем не мотивировано, Кёрбера даже не арестовали, а предложили лишь покинуть пределы Кронштадта. При этом ему было разрешено занять должность инженера на Свеабергском судоремонтном заводе в Гельсингфорсе.
В связи с нарастающими антинемецкими настроениями, 30 октября 1916 года по Высочайшему повелению, вместе с братом-адмиралом, Кёрберу было предписано впредь «именоваться Корвиным» (как Körb с немецкого, так и Korv с эстонского переводятся одинаково — «корзина»), однако сменить фамилию он так и не успел. В дни Февральской революции, когда на глазах у Кёрбера был убит командующий флотом вице-адмирал А. И. Непенин, а в городе началась охота на офицеров и сотрудников порта немецкой национальности, он вместе со всем своим многочисленным семейством был вынужден бежать вглубь Финляндии, где удалось выжить лишь благодаря продаже уникальной коллекции почтовых марок.
Никогда не служивший в армии, осенью 1918 года Кёрбер вернулся в Лифляндию лишь для того, чтобы вступить во вновь сформированный в Ревеле и Юрьеве Балтийский полк. В его составе он участвовал в оборонительных боях против наступающей Красной армии, а затем в июне-октябре 1919-го воевал в Ингрии. После демобилизации 1 декабря 1919 года Кёрбер вновь оказался в Финляндии, где вскоре получил гражданство.
Поселившись в Хельсинки он занялся коммерцией. К 1930 г. Кёрбер руководил небольшой фирмой. Получив финансовую независимость, он серьезно увлекся генеалогией. Сначала это был поиск собственных корней, но вскоре круг его интересов расширился. Постепенно Кёрбер стал признанным специалистом в области исследования немецких родов Ингрии и Балтийских стран. Им было опубликовано множество научных работ. В 1936 году Кёрбер был избран почетным членом организации «Dorpater Deutsche Gesellschaft Genealogische» (позже известной как «Deutsche Gesellschaft Genealogische in Tartu»).
В 1942 году Кёрбер получил неожиданное предложение возглавить генеалогическое научное общество «Sammelstelle fur baltisches Kulturgut» в Познани. К тому времени сюда были перемещены многие архивы из Прибалтики, и Кёрбер, испытывая огромный интерес к генеалогии, не смог пройти мимо такого предложения.
В возрасте 68 лет он оказался на территории, оккупированной фашистской Германией. В 1944 году, когда фронт неумолимо приближался, Оскар был вынужден бежать из Польши на территорию Германии. После окончания войны он оказался в зоне советской оккупации в городе Луккау, земля Бранденбург. Здесь он скончался 26 марта 1946 года.

## Семья
- Жена: Елена Кёрбер (Helene Körber) (22.04.1874 Минск — ?) дочь дяди Иммануила Кёрбера.

- Сын: Александр Оскарович Кербер (Alexander Udo Paul v. Körber) (16.01.1900 Москва — 7.08.1929 Ленинград).
- Сын: Николай Бернгард Эрих Людвиг Кёрбер (Nicolai Bernhard Erich Ludwig v. Körber) (10.08.1901 С.-Петербург — 20.09.1927 Ревель).
- Сын: Георг Рейнгольд Кёрбер (Georg Reinhold v. Körber) (1.01.1903 Раскулицы (усадьба б. Корфа — 13.01.1921 Феллин).
- Сын: Олаф Кёрбер (Olaf v. Körber) (8.04.1904 Раскулицы (усадьба б. Корфа) — ?).

- Жена: Эрнэ Элизабет Бейтж (Erna Elisabeth Baetge) (12.01.1885 Ревель — 1947 Луккау).

- Сын: Ульрих Кёрбер (Ulrich v. Körber), (11.02.1913 Москва — ?).
- Дочь: Барбара Кёрбер (Barbara v. Körber) (28.05.1914 Кронштадт — ?).
- Дочь: Элизабет Дагмар Кёрбер (Elisabeth Dagmar v. Körber), (28.05.1914 Кронштадт — ?).
- Сын: Бенджамин Kёрбер (Benjamin v. Körber) (8.09.1917 Хельсинки — ?).